# Liste des chansons de Jean-Jacques Goldman
Une chanson de Jean-Jacques Goldman est une chanson interprétée et enregistrée par cet artiste ou par le(s) groupes dans le(s)quel(s)s il a participé entre 1975 et 2001, et officialisée par une publication entre ces années ou après.
En vingt-six ans d'activité, Jean-Jacques Goldman fait paraître cinq albums avec Tai Phong, cinq autres au sein de Fredericks Goldman Jones et 11 albums en solo. Il a composé près de 250 chansons dont 125 pour d’autres artistes comme Céline Dion, Florent Pagny ou encore pour des membres des tournées qu’il a faites comme Christophe Deschamps.
Voici la liste détaillée des chansons de Jean-Jacques Goldman. La liste est présentée ici en ordre alphabétique, avec l'année de la parution des chansons, le support sur lequel elles sont parues initialement, et leur(s) interprète(s). Les compositions pour Fredericks Goldman Jones ou pour d’autres artistes ou groupes sont indiquées en gris foncé dans la liste.
| Titre                                    | Année | Parution                                    | Interprète(s)                       |                          |
| ---------------------------------------- | ----- | ------------------------------------------- | ----------------------------------- | ------------------------ |
| Appartenir                               | 1987  | Entre gris clair et gris foncé              | Jean-Jacques Goldman                |                          |
| Au bout de mes rêves                     | 1982  | Jean-Jacques Goldman (Minoritaire)          | Jean-Jacques Goldman                |                          |
| Autre histoire                           | 1981  | Jean-Jacques Goldman (Démodé)               | Jean-Jacques Goldman                |                          |
| Brouillard                               | 1981  | Jean-Jacques Goldman (Démodé)               | Jean-Jacques Goldman                |                          |
| À l'envers                               | 1981  | Jean-Jacques Goldman (Démodé)               | Jean-Jacques Goldman                |                          |
| À quoi tu sers (Intro)                   | 1987  | Entre gris clair et gris foncé              | Jean-Jacques Goldman                |                          |
| À nos actes manqués                      | 1990  | Fredericks Goldman Jones                    | Fredericks Goldman Jones            |                          |
| Back to the city again                   | 1978  | sorti uniquement en single                  | Jean-Jacques Goldman                |                          |
| Bienvenue sur mon boulevard              | 1985  | Non homologué                               | Jean-Jacques Goldman                |                          |
| Bonne idée                               | 1997  | En passant                                  | Jean-Jacques Goldman                |                          |
| Tout était dit                           | 1997  | En passant                                  | Jean-Jacques Goldman                |                          |
| C'est pas d'l'amour                      | 1990  | Fredericks Goldman Jones                    | Fredericks Goldman Jones            |                          |
| C'est pas grave papa                     | 1976  | sorti uniquement en single                  | Jean-Jacques Goldman                |                          |
| C'est pas vrai                           | 2001  | Chansons pour les pieds                     | Jean-Jacques Goldman                | Jean-Jacques Goldman     |
| C'est ta chance                          | 1987  | Entre gris clair et gris foncé              | Jean-Jacques Goldman                | Jean-Jacques Goldman     |
| Chanson d'amour                          | 1990  | Fredericks Goldman Jones                    | Jean-Jacques Goldman                | Fredericks Goldman Jones |
| Comme toi                                | 1982  | Jean-Jacques Goldman (Minoritaire)          | Jean-Jacques Goldman                |                          |
| Compte pas sur moi                       | 1985  | Non homologué                               | Jean-Jacques Goldman                |                          |
| Confidentiel                             | 1985  | Non homologué                               | Jean-Jacques Goldman                |                          |
| Des bouts de moi                         | 1987  | Entre gris clair et gris foncé              | Jean-Jacques Goldman                |                          |
| Des vies                                 | 1993  | Rouge                                       | Fredericks Goldman Jones            |                          |
| Des vôtres                               | 1993  | Rouge                                       | Fredericks Goldman Jones            |                          |
| Dors bébé dors                           | 1984  | Positif                                     | Jean-Jacques Goldman                |                          |
| Doux                                     | 1987  | Entre gris clair et gris foncé              | Jean-Jacques Goldman                |                          |
| Délires schizo maniaco psychotiques      | 1985  | Non homologué                               | Jean-Jacques Goldman                |                          |
| Elle a fait un bébé toute seule          | 1987  | Entre gris clair et gris foncé              | Jean-Jacques Goldman                |                          |
| Elle attend                              | 1985  | Non homologué                               | Jean-Jacques Goldman                |                          |
| Elle avait 17 ans                        | 1993  | Rouge                                       | Fredericks Goldman Jones            |                          |
| Elle ne me voit pas                      | 1999  | B.O. du film Astérix et Obélix contre César | Jean-Jacques Goldman                |                          |
| En passant                               | 1997  | En passant                                  | Jean-Jacques Goldman                |                          |
| Encore un matin                          | 1984  | Positif                                     | Jean-Jacques Goldman                |                          |
| Ensemble                                 | 2001  | Chansons pour les pieds                     | Jean-Jacques Goldman                |                          |
| Et l’on n’y peut rien                    | 2001  | Chansons pour les pieds                     | Jean-Jacques Goldman                |                          |
| Entre gris clair et gris foncé           | 1987  | Entre gris clair et gris foncé              | Jean-Jacques Goldman                |                          |
| Envole-moi                               | 1984  | Positif                                     | Jean-Jacques Goldman                |                          |
| Être le premier                          | 1982  | Jean-Jacques Goldman (Minoritaire)          | Jean-Jacques Goldman                |                          |
| Fais des bébés                           | 1987  | Entre gris clair et gris foncé              | Jean-Jacques Goldman                |                          |
| Famille                                  | 1985  | Non homologué                               | Jean-Jacques Goldman                |                          |
| Fermer les yeux                          | 1993  | Rouge                                       | Fredericks Goldman Jones            |                          |
| On n'a pas changé                        | 1993  | Rouge                                       | Fredericks Goldman Jones            |                          |
| Filles faciles                           | 1987  | Entre gris clair et gris foncé              | Jean-Jacques Goldman                |                          |
| Frères                                   | 1993  | Rouge                                       | Fredericks Goldman Jones            |                          |
| Il changeait la vie                      | 1987  | Entre gris clair et gris foncé              | Jean-Jacques Goldman                |                          |
| Il me restera                            | 1987  | Entre gris clair et gris foncé              | Jean-Jacques Goldman                |                          |
| Il part                                  | 1993  | Rouge                                       | Fredericks Goldman Jones            |                          |
| Il suffira d'un signe                    | 1981  | Jean-Jacques Goldman (Démodé)               | Jean-Jacques Goldman                |                          |
| Il y a                                   | 1987  | Entre gris clair et gris foncé              | Jean-Jacques Goldman                |                          |
| J't'aimerai quand même                   | 1981  | Jean-Jacques Goldman (Démodé)               | Jean-Jacques Goldman                |                          |
| Jeanine médicaments blues                | 1982  | Jean-Jacques Goldman (Minoritaire)          | Jean-Jacques Goldman                |                          |
| Je chante pour ça                        | 1984  | Positif                                     | Jean-Jacques Goldman                |                          |
| Ton autre chemin                         | 1984  | Positif                                     | Jean-Jacques Goldman                |                          |
| Je commence demain                       | 1987  | Entre gris clair et gris foncé              | Jean-Jacques Goldman                |                          |
| Je l'aime aussi                          | 1990  | Fredericks Goldman Jones                    | Fredericks Goldman Jones            |                          |
| Je marche seul                           | 1985  | Non homologué                               | Jean-Jacques Goldman                |                          |
| Je ne vous parlerai pas d'elle           | 1982  | Jean-Jacques Goldman (Minoritaire)          | Jean-Jacques Goldman                |                          |
| Je te donne                              | 1985  | Non homologué                               | Jean-Jacques Goldman, Michael Jones |                          |
| Je voudrais vous revoir                  | 2001  | Chansons pour les pieds                     | Jean-Jacques Goldman                |                          |
| Juste après                              | 1993  | Rouge                                       | Fredericks Goldman Jones            |                          |
| Juste quelques hommes                    | 1997  | En passant                                  | Jean-Jacques Goldman                |                          |
| Juste un petit moment                    | 1981  | Jean-Jacques Goldman (Démodé)               | Jean-Jacques Goldman                |                          |
| La pluie                                 | 2001  | Chansons pour les pieds                     | Jean-Jacques Goldman                |                          |
| La vie c'est mieux quand on est amoureux | 2001  | Chansons pour les pieds                     | Jean-Jacques Goldman                |                          |
| La vie par procuration                   | 1985  | Non homologué                               | Jean-Jacques Goldman                |                          |
| Le coureur                               | 1997  | En passant                                  | Jean-Jacques Goldman                |                          |
| Le Frère que j'ai choisi                 | 2004  | Prises Et Reprises (Michael Jones)          | Jean-Jacques Goldman, Michael Jones |                          |
| Le Rapt                                  | 1981  | Jean-Jacques Goldman (Démodé)               | Jean-Jacques Goldman                |                          |
| Les Choses                               | 2001  | Chansons pour les pieds                     | Jean-Jacques Goldman                |                          |
| Les nuits de solitude                    | 1977  | sorti uniquement en single                  | Jean-Jacques Goldman                | Jean-Jacques Goldman     |
| Les murailles                            | 1997  | En passant                                  | Jean-Jacques Goldman                | Jean-Jacques Goldman     |
| Les p'tits chapeaux                      | 2001  | Chansons pour les pieds                     | Jean-Jacques Goldman                | Jean-Jacques Goldman     |
| Long Is the Road (Américain)             | 1984  | Positif                                     |                                     | Jean-Jacques Goldman     |
| Là-bas                                   | 1987  | Entre gris clair et gris foncé              | Jean-Jacques Goldman, Sirima        |                          |
| Minoritaire                              | 1982  | Jean-Jacques Goldman (Minoritaire)          | Jean-Jacques Goldman                |                          |
| Medley                                   | 1989  | Traces                                      | Jean-Jacques Goldman                |                          |
| Natacha                                  | 1997  | En passant                                  | Jean-Jacques Goldman                |                          |
| Ne lui dis pas                           | 1993  | Rouge                                       | Fredericks Goldman Jones            |                          |
| Nos mains                                | 1997  | En passant                                  | Jean-Jacques Goldman                |                          |
| Nous ne nous parlerons pas               | 1984  | Positif                                     | Jean-Jacques Goldman                |                          |
| Nuit                                     | 1990  | Fredericks Goldman Jones                    | Fredericks Goldman Jones            |                          |
| Né en 17 à Leidenstadt                   | 1990  | Fredericks Goldman Jones                    | Fredericks Goldman Jones            |                          |
| On ira                                   | 1997  | En passant                                  | Jean-Jacques Goldman                |                          |
| Peurs                                    | 1990  | Fredericks Goldman Jones                    | Fredericks Goldman Jones            |                          |
| Un, deux, trois                          | 1990  | Fredericks Goldman Jones                    | Fredericks Goldman Jones            |                          |
| Tu manques                               | 1990  | Fredericks Goldman Jones                    | Fredericks Goldman Jones            |                          |
| Parler d'ma vie                          | 1985  | Non homologué                               | Jean-Jacques Goldman                |                          |
| Pas l'indifférence                       | 1981  | Jean-Jacques Goldman (Démodé)               | Jean-Jacques Goldman                |                          |
| Pas toi                                  | 1985  | Non homologué                               | Jean-Jacques Goldman                |                          |
| Petite fille                             | 1984  | Positif                                     | Jean-Jacques Goldman                |                          |
| Peur de rien blues                       | 1987  | Entre gris clair et gris foncé              | Jean-Jacques Goldman                |                          |
| Peurs                                    | 1990  | Fredericks Goldman Jones                    | Fredericks Goldman Jones            |                          |
| Plus fort                                | 1984  | Positif                                     | Jean-Jacques Goldman                |                          |
| Une Poussière                            | 2001  | Chansons pour les pieds                     | Jean-Jacques Goldman                |                          |
| Un goût sur tes lèvres                   | 2001  | Chansons pour les pieds                     | Jean-Jacques Goldman                |                          |
| The quo's in town tonite                 | 2001  | Chansons pour les pieds                     | Jean-Jacques Goldman                |                          |
| Puisque tu pars                          | 1987  | Entre gris clair et gris foncé              | Jean-Jacques Goldman                |                          |
| Qu'elle soit elle                        | 1987  | Entre gris clair et gris foncé              | Jean-Jacques Goldman                |                          |
| Quand la bouteille est vide              | 1982  | Jean-Jacques Goldman (Minoritaire)          | Jean-Jacques Goldman                |                          |
| Quand la musique est bonne               | 1982  | Jean-Jacques Goldman (Minoritaire)          | Jean-Jacques Goldman                |                          |
| Quand tu danses                          | 1997  | En passant                                  | Jean-Jacques Goldman                |                          |
| Que disent les chansons du monde ?       | 1993  | Rouge                                       | Fredericks Goldman Jones            |                          |
| Quel exil                                | 1981  | Jean-Jacques Goldman (Démodé)               | Jean-Jacques Goldman                |                          |
| Quelque chose de bizarre                 | 1981  | Jean-Jacques Goldman (Démodé)               | Jean-Jacques Goldman                |                          |
| Quelque part, quelqu'un                  | 1987  | Entre gris clair et gris foncé              | Jean-Jacques Goldman                |                          |
| Reprendre c'est voler                    | 1987  | Entre gris clair et gris foncé              | Jean-Jacques Goldman                |                          |
| Rouge                                    | 1993  | Rouge                                       | Fredericks Goldman Jones            |                          |
| Sache que je                             | 1997  | En passant                                  | Jean-Jacques Goldman                |                          |
| Sans un mot                              | 1981  | Jean-Jacques Goldman (Démodé)               | Jean-Jacques Goldman                |                          |
| Serre-moi                                | 1993  | Rouge                                       | Fredericks Goldman Jones            |                          |
| Si je t'avais pas                        | 2001  | Chansons pour les pieds                     | Jean-Jacques Goldman                |                          |
| Si tu m'emmènes                          | 1982  | Jean-Jacques Goldman (Minoritaire)          | Jean-Jacques Goldman                |                          |
| Tournent les violons                     | 2001  | Chansons pour les pieds                     | Jean-Jacques Goldman                |                          |
| Tout petit monde                         | 1987  | Entre gris clair et gris foncé              | Jean-Jacques Goldman                |                          |
| Toutes mes chaînes                       | 1982  | Jean-Jacques Goldman (Minoritaire)          | Jean-Jacques Goldman                |                          |
| Veiller tard                             | 1982  | Jean-Jacques Goldman (Minoritaire)          | Jean-Jacques Goldman                |                          |
| Vivre cent vies                          | 1990  | Fredericks Goldman Jones                    | Fredericks Goldman Jones            |                          |